# Jan-Hendrik Salver

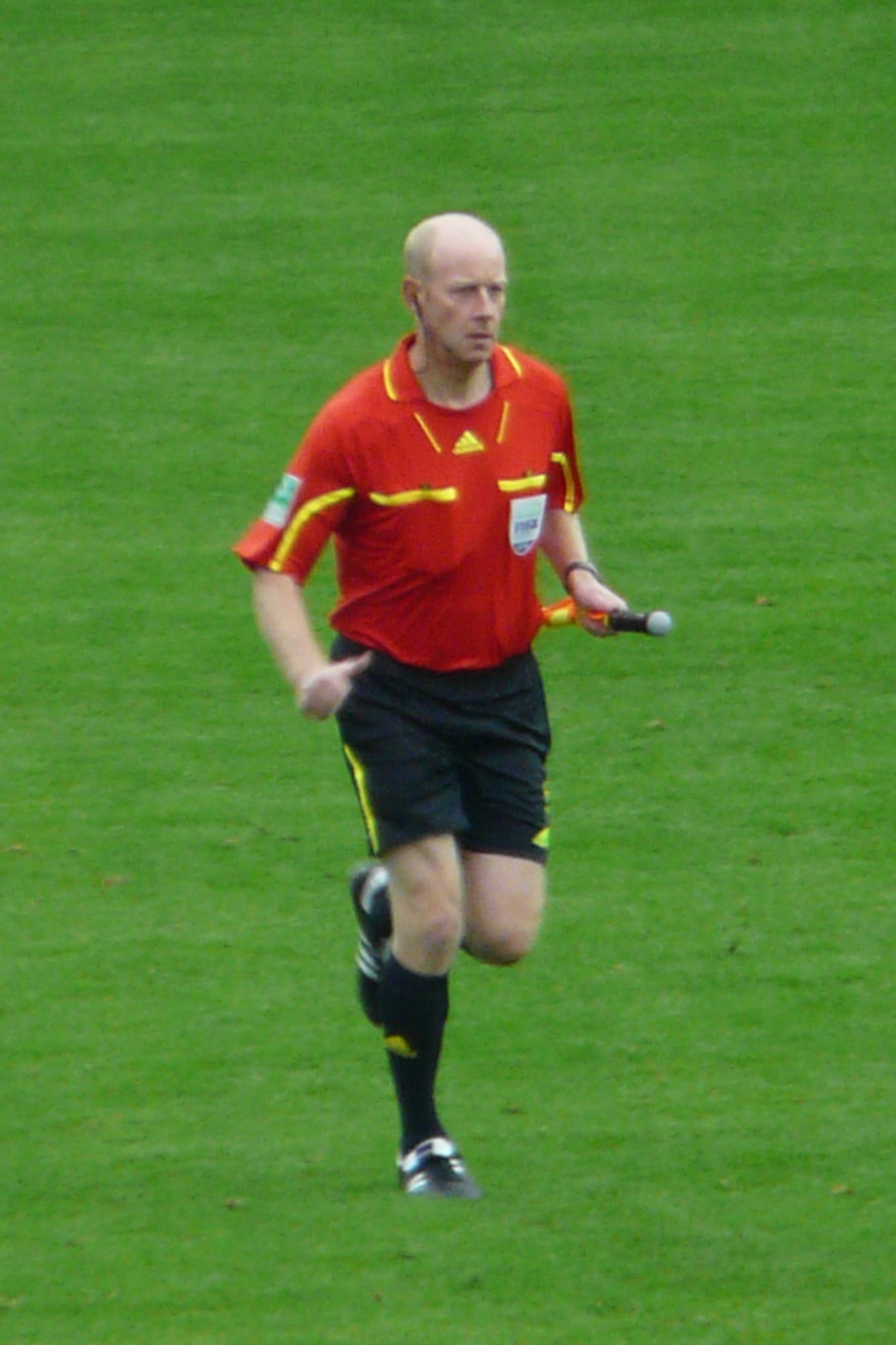
Jan-Henrik Salver 2010 als Schiedsrichterassistent

Jan-Hendrik Salver (* 1. März 1969) ist ein deutscher Fußballschiedsrichter aus Stuttgart.

## Karriere
Salver gehört zu den zehn DFB-Schiedsrichterassistenten für die 1. Bundesliga, die auch für Spiele der FIFA gelistet sind.
Sein bislang wichtigster Einsatz war bei der Europameisterschaft 2004 in Portugal, als er Markus Merk bei der Leitung des Finales zwischen Portugal und Griechenland mit seinem Kollegen Christian Schräer assistierte. Auch bei der Weltmeisterschaft 2006 assistierte er erneut Markus Merk in drei Spielen.
Salver war bei 93 Bundesligaspielen, 32 Europapokalspielen in der Championsleague sowie im UEFA-Cup und 18 Länderspielen Schiedsrichterassistent. Zudem leitete er während der Saison 1997/98 fünf Spiele in der 2. Bundesliga.
Bei der Weltmeisterschaft 2010 in Südafrika und bei der Europameisterschaft 2012 in Polen und der Ukraine assistierte er, gemeinsam mit Mike Pickel, dem deutschen Fifa-Schiedsrichter Wolfgang Stark.
Am 21. Mai 2011 leitete er gemeinsam mit Mike Pickel als Assistent von Wolfgang Stark das Finale des DFB-Pokals 2010/11 im Berliner Olympiastadion.

## Einsätze bei der Fußball-Weltmeisterschaft 2010 in Südafrika
| Gruppe B     | 12. Juni 2010 | 16:00 Uhr | Argentinien – Nigeria | 1:0 (1:0) |
| Gruppe C     | 23. Juni 2010 | 16:00 Uhr | Slowenien – England   | 0:1 (0:1) |
| Achtelfinale | 26. Juni 2010 | 16:00 Uhr | Uruguay – Südkorea    | 2:1 (1:0) |

## Einsätze bei der Fußball-Europameisterschaft 2012 in Polen und der Ukraine
| Gruppe A | 12. Juni 2012 | 20:45 Uhr | Polen – Russland   | 1:1 (0:1) |
| Gruppe C | 18. Juni 2012 | 20:45 Uhr | Kroatien – Spanien | 0:1 (0:0) |